# Baphiastrum vermeuleni
Baphiastrum vermeuleni là một loài thực vật có hoa trong họ Đậu. Loài này được (De Wild.) De Wild. mô tả khoa học đầu tiên năm 1925.